# 삼포초등학교 군업분교
삼포초등학교 군업분교는 대한민국 강원특별자치도 홍천군 화촌면 구룡령로 578-10 (군업리)에 있었던 공립 초등학교이다.

## 연혁
- 1963. 11. 12 삼포국민학교 군업분교장 개교
- 1996. 3. 1 삼포초등학교 군업분교장
- 1999. 9. 1 폐교